# Malkoçoğlu, Sultangazi
Malkoçoğlu là một xã thuộc huyện Sultangazi, tỉnh Istanbul, Thổ Nhĩ Kỳ.